# Ewangelia Prawdy
Ewangelia Prawdy – gnostycki traktat mistyczno-teologiczny powstały w II w. n.e. (większość specjalistów datuje go na lata 140 - 180 n.e.), napisany przez gnostyckiego filozofa i teologa Walentyna lub pochodzący z jego szkoły. 

## ManuskryptEwangelii Prawdy
W przeciwieństwie do innych gnostyckich ewangelii apokryficznych Ewangelia Prawdy nie przedstawia zdarzeń z życia Jezusa, nie zawiera też (jak Ewangelia Tomasza) jego wypowiedzi - nie jest więc ewangelią w typowym znaczeniu. 
Tekst Ewangelii Prawdy był znany i rozpowszechniany wśród niektórych grup chrześcijańskich w drugiej połowie II wieku oraz w wiekach III i IV. Jego zawartość była też przedmiotem ostrych polemik, zwłaszcza ze strony ortodoksyjnych biskupów. Do Ewangelii Prawdy odnosi się w swoich polemikach Hipolit, biskup Lyonu, jako do dzieła szkodliwego, spreparowanego przez gnostyków i siejącego jedynie zamęt wśród chrześcijan. Wspomina także o niej biskup Ireneusz jako o dziele heretyckim. 
Pomimo sporego rozpowszechnienia w późnej starożytności i wymieniania jej wielokrotnie przez Ojców Kościoła (m.in. biskupi Hipolit i Ireneusz oraz Tertulian, Epifaniusz, tzw. Pseudo-Tertulian w dziełach polemicznych zatytułowanych Adversus Haereses), tekst Ewangelii Prawdy w średniowieczu i w czasach nowożytnych pozostawał nieznany i uchodził powszechnie za zaginiony. Sytuacja taka miała miejsce aż do odkrycia obszernego zbioru dzieł gnostyckich w 1945 roku w Nag Hammadi, znanego jako biblioteka z Nag Hammadi.

## JęzykEwangelii Prawdy
Ewangelia Prawdy napisana została pierwotnie po grecku, tłumaczona jednak była również na inne języki. Tekst odnaleziony w Nag Hammadi nie jest oryginałem - stanowi jedynie jej tłumaczenie na dialekt saidzki języka starokoptyjskiego. Pomimo zniekształceń w tłumaczeniu tekst Ewangelii Prawdy napisany jest wspaniałym, miejscami poetyckim językiem i posiada on wielką wartość literacką. Potwierdza to przytoczony poniżej początkowy fragment Ewangelii Prawdy: 
Ewangelia Prawdy jest radością tych, którzy otrzymali łaskę od Ojca Prawdy, aby poznali Go mocą Słowa, które przybyło z Pełni Bytu, które będąc w myśli i umyśle Ojca jest tym, o czym mówi się, że jest zbawcą, albowiem jest to nazwa dzieła, które ma dokonać zbawienia tych, którzy nie znali Ojca, gdyż nazwą Ewangelii jest obietnica nadziei, które jest wybawieniem dla tych, którzy go szukają. I wszystko wzięło początek z Niego, to co nieskończone, niepojęte i nieograniczone; z Niego, który jest wyższy ponad wszelką myśl.
[W powyższym tekście wykorzystano tłumaczenie ks. prof. W. Myszora oraz tłumaczenie na język angielski R.M. Granta]
Ewangelia Prawdy napisana została językiem pełnym symboliki i jej tekst jest niemal niezrozumiały dla postronnego czytelnika. Ma on charakter silnie gnostycki i używa często gnostyckiej symboliki i terminologii (w przytoczonym fragmencie: Pełnia Bytu, Ojciec Prawdy, Słowo, zbawienie). 

## TreśćEwangelii Prawdy
Ewangelia Prawdy opisuje upadek Ducha i powstanie jego antytezy jako rezultat upadku eonu żeńskiego - Sofii. Nastąpiło to w wyniku nieznajomości Ojca, ponieważ nieznajomość Ojca stworzyła bojaźń, a bojaźń jest gęsta jak mgła, w której antyteza Absolutu - Plane uzyskuje moc. Ewangelia Prawdy przedstawia Jezusa jako wskazującego drogę do przezwyciężenia upadku i antytezy Absolutu poprzez gnozę, to jest poprzez poznanie Ojca oraz odnalezienie w swojej jaźni cząstki boskości. Przedstawia zatem przyjętą w gnostycyzmie drogę zbawienia: następuje ono nie dzięki odkupieniu i ofierze Jezusa (jak to ma miejsce w oficjalnym nauczaniu chrześcijaństwa i jest wyraźnie zaznaczone w Listach św. Pawła), lecz dzięki poznaniu Prawdy o Ojcu rozumianym jako Absolut. 
Ewangelia Prawdy stanowi jedno z najważniejszych, a zarazem jedno z najtrudniejszych interpretacyjnie spośród zachowanych pism gnostyckich.

## Literatura
- Epiphanius: Haereses.
- G. Filoramo: A History of Gnosticism, Oxford, (1990).
- Hippolytus: Philosophumena.
- Irenaeus: Adversum Haereses.
- B. Layton: The Gnostic Scriptures, New York, (1987).
- J.M. Robinson [Editor]: The Nag Hammadi Library in English, third edition, New York, (1988).
- Tertullian: Adversum Valetinianos.
- Theodoret: Haereses.